# 施少偉
施少偉（1959年5月3日—2008年11月24日），菲律賓華人，台東聖母醫院外科醫師，在該醫院最艱辛時留下來、癌症末期死前幾天依然堅持問診。

## 生平
施少偉於1959年5月3日生於菲律賓，母親張美琪，父親是經商華僑。
弟弟施嘉年說，每年寒暑假他與兄長施少偉到舅舅家玩，看到身為醫生的舅舅照顧窮苦村民，哥哥就立定當醫生，到偏遠地區行醫。施少偉在菲律賓接受醫學教育，取得醫師執照後，由於出身華僑家庭，父親希望他能到臺灣來，於是他先到花蓮門諾醫院擔任外科醫生，並通過台灣醫師國考，之後在台大醫院接受骨科專科醫師訓練。他曾在知名大醫院服務，卻認為那不是他要的醫師生活，立志當鄉下醫師。他再回到門諾醫院服務十年，三十九歲時到台東聖母醫院服務。
由於台東聖母醫院經營艱困，人力缺乏，施少偉連續幾日睡不到數小時，除白晝必須看診、訪視居家病人，晚上還有夜診和值班，卻從未抱怨，對病人耐心。為了拯救醫院，菲律賓籍修女蕭玉鳴還曾向總統陳水扁要錢、及自己作蛋糕來賣。
對台東聖母醫院而言，他們照護對象分為「病人」和「窮人」，若病人沒錢就免費，因此醫院持續地虧損。2003年，醫院面臨倒閉危機，全院只剩施少偉與另一位醫師，面對挖角時的施少偉說：「別的醫院『要』我，但是聖母醫院『需要』我。」
後來，施少偉發現同時得肝癌、肺癌、直腸癌，都是末期，須定期到北臺灣化療，回來後總顧不得休息，馬上看診。每次領薪都退回一半，說自己虧欠醫院、做得太少。還主動加班看夜診。2007年，他籌畫了「好醫師先修營隊」，指導醫學系學生如何成為好醫師。聖母醫院執行長陳世賢說，施醫師是員工眼中的典範，以他對病患的付出，早就可以獲得醫療奉獻獎，只是他拒絕。
妻子林茜莉表示丈夫半夜病發，強忍痛苦，也不許她帶上急診，說這樣會太讓別的醫師辛苦。在病逝前四天，施少偉仍堅持為病人看診，直到怕自己的病貌會嚇到病人，才做出停診決定。斷氣前，醫院想為他辦理院內募款作後事，他勉強同意，但遺言交代剩餘錢要捐回給醫院。2008年11月24日凌晨3時50分，病逝於服務十年的台東聖母醫院。

## 身後
身後喪禮，蕭玉鳴夜夜陪伴唸誦《玫瑰經》。許多民眾主動前來幫喪禮，如台東市民代表余梅香及在市場工作的黃阿姨送來三餐、宵夜。全國醫師公會來電願成立基金會，協助施醫師三名兒女長大，但被林茜莉婉拒。
臺灣醫學界喻為台灣「糖尿病衛教始祖」的醫生林瑞祥得知後大為感動，決定到台東盡力。後來他更直接定居台東，接下風雨飄搖的聖母醫院院長職務。
2008年歲末，《聯合報》記者梁玉芳寫這年有王永慶、吳舜文、趙耀東、老瓊、趙寧、黃大城、施少偉過世，並寫：「有人離座後，就被遺忘，有人下車後，仍受到同車者的懷想追念。」
次年，同樣為華僑、在臺東奉獻的醫生丘昭蓉也因肝癌病故。